# Festival di Cannes 1981
La 34ª edizione del Festival di Cannes si è svolta a Cannes dal 13 al 27 maggio 1981.
La giuria presieduta dal regista francese Jacques Deray ha assegnato la Palma d'oro per il miglior film a L'uomo di ferro di Andrzej Wajda, insolitamente selezionato per il concorso a Festival già iniziato.

## Selezione ufficiale

### Concorso
- Patrimonio nacional, regia di Luis García Berlanga (Spagna)
- Neige, regia di Juliet Berto e Jean-Henri Roger (Francia/Belgio)
- La tragedia di un uomo ridicolo, regia di Bernardo Bertolucci (Italia)
- Ormai sono una donna (Beau-père), regia di Bertrand Blier (Francia)
- Excalibur, regia di John Boorman (USA/Gran Bretagna)
- Engel aus Eisen, regia di Thomas Brasch (Germania)
- La pelle, regia di Liliana Cavani (Italia/Francia)
- I cancelli del cielo (Heaven's Gate), regia di Michael Cimino (USA)
- Cserepek, regia di István Gaál (Ungheria)
- Faktas, regia di Alimantas Grikiavicius (Unione Sovietica)
- Tulipää, regia di Pirjo Honkasalo e Pekka Lehto (Finlandia)
- Momenti di gloria (Chariots of Fire), regia di Hugh Hudson (Gran Bretagna)
- Quartet, regia di James Ivory (Gran Bretagna/Francia)
- Bolero (Les uns et les autres), regia di Claude Lelouch (Francia)
- Uno sguardo, un sorriso (Looks and Smiles), regia di Ken Loach (Gran Bretagna)
- Ne me parlez plus jamais d'amour, regia di Sylvain Madigan (Francia)
- Montenegro tango o perle e porci (Montenegro), regia di Dušan Makavejev (Svezia/Gran Bretagna)
- Strade violente (Thief), regia di Michael Mann (USA)
- Passione d'amore, regia di Ettore Scola (Italia/Francia)
- Mephisto, regia di István Szabó (Germania/Ungheria/Austria)
- Gli anni luce (Les années lumière), regia di Alain Tanner (Svizzera/Francia)
- L'uomo di ferro (Czlowiek z zelaza), regia di Andrzej Wajda (Polonia)
- Possession, regia di Andrzej Żuławski (Francia/Germania)

### Fuori concorso
- Anima - Symphonie phantastique, regia di Titus Leber (Austria)
- From Mao to Mozart: Isaac Stern in China, regia di Murray Lerner (Stati Uniti d'America)
- Malu tianshi, regia di Mu-jih Yuan (Cina)
- Il postino suona sempre due volte (The Postman Always Rings Twice), regia di Bob Rafelson (USA)
- A légy, regia di Ferenc Rofusz (Ungheria)
- Tre fratelli, regia di Francesco Rosi (Italia/Francia)
- Bodas de sangre - Nozze di sangue (Bodas de sangre), regia di Carlos Saura (Spagna/Francia)
- Accordi sul palcoscenico (Honeysuckle Rose), regia di Jerry Schatzberg (USA)
- Mani in alto! (Rece do góry), regia di Jerzy Skolimowski (Francia/Polonia)
- This Is Elvis, regia di Andrew Solt e Malcolm Leo (USA)
- Da nao tian gong, regia di Wan Laiming (Cina)
- Ku nao ren de xiao, regia di Yimin Deng e Yanjin Yang (Cina)
- Le Voyageur aux menottes, regia di Yu Yang (Cina)
- San mao liu lang ji, regia di Zhao Ming e Yieng Kong (Cina)

### Un Certain Regard
- A Tanú, regia di Péter Bacsó (Ungheria)
- Memoirs of a Survivor, regia di David Gladwell (Gran Bretagna)
- Samo jednom se ljubi, regia di Rajko Grlić (Jugoslavia)
- Let There Be Light, regia di John Huston (USA)
- Eijanaika, regia di Shōhei Imamura (Giappone)
- Un caldo incontro (Eu te amo), regia di Arnaldo Jabor (Brasile)
- Satah Se Uthata Aadmi, regia di Mani Kaul (India)
- Un moment de bonheur, regia di Yves Laumet (Francia)
- Dios los cría..., regia di Jacobo Morales (Porto Rico)
- Elef Nishikot K'tanot, regia di Mira Recanati (Israele)
- Cerromaior, regia di Luís Filipe Rocha (Portogallo)
- La nuit ensoleillée, regia di Patrick Segal (Francia)
- Ko to tamo peva, regia di Slobodan Šijan (Jugoslavia)
- Murs, murs, regia di Agnès Varda (Francia/USA)
- Golyamoto noshtno kapane, regia di Binka Zhelyazkova (Bulgaria)

## Settimana internazionale della critica
- She Dances Alone, regia di Robert Dornhelm (Austria/USA)
- Es ist kalt in Brandenburg, regia di Villi Hermann, Niklaus Meienberg, Hans Stürm (Svizzera)
- Al Dhakira al Khasba, regia di Michel Khleifi (Germania/Palestina/Paesi Bassi/Belgio)
- Malou, regia di Jeanine Meerapfel (Germania)
- Fil, fond, fosfor, regia di Philippe Nahoun (Francia)
- Boldogtalan kalap, regia di Maria Sos (Ungheria)
- Cma, regia di Tomasz Zygadlo (Polonia)

## Quinzaine des Réalisateurs
- Albert Pinto Ko Gussa Kyon Ata Hai, regia di Saeed Akhtar Mirza (India)
- Triplo eco (Triple Echo), regia di Michael Apted (Gran Bretagna)
- Wizja lokalna 1901, regia di Filip Bajon (Polonia)
- Nárcisz és Psyché, regia di Gábor Bódy (Ungheria)
- Alligator Shoes, regia di Clay Borris (Canada)
- Conversazione conclusa (Conversa Acabada), regia di João Botelho (Portogallo)
- Bona, regia di Lino Brocka (Filippine)
- Les Plouffe, regia di Gilles Carle (Canada)
- Americana, regia di David Carradine (USA)
- Uno para todos, todos para todos, regia di Carlos Castillo (Venezuela)
- Francisca, regia di Manoel de Oliveira (Portogallo)
- Chakra, regia di Rabindra Dharmaraj (India)
- Ato de Violência, regia di Eduardo Escorel (Brasile)
- Desperado City, regia di Vadim Glowna (Germania)
- Memórias do Medo, regia di Alberto Graça (Brasile)
- Come far volare il tempo (Tell Me a Riddle), regia di Lee Grant (USA)
- Manoa, regia di Solveig Hoogesteijn (Venezuela/Germania)
- Les soleils de l'Île de Pâques, regia di Pierre Kast (Francia/Brasile/Cile)
- Pelnia, regia di Andrzej Kondratiuk (Polonia)
- Le sourire vertical, regia di Robert Lapoujade (Francia)
- I hrysomallousa, regia di Adonis Lykouresis (Grecia)
- Gal Young 'Un, regia di Víctor Núñez (USA)
- Baddegama, regia di Lester James Peries (Sri Lanka)
- In Defense of People, regia di Rafigh Pooya (Iran)
- Union City, regia di Marcus Reichert (USA)
- Seuls, regia di Francis Reusser (Svizzera)
- Bolívar, sinfonía tropikal, regia di Diego Rísquez (Venezuela)
- Vasárnapi szülök, regia di János Rózsa (Ungheria)
- Die berührte, regia di Helma Sanders-Brahms (Germania)
- Les fruits de la passion, regia di Shūji Terayama (Francia/Giappone)
- Die Reinheit des Herzens, regia di Robert van Ackeren (Germania)
- Het teken van het beest, regia di Pieter Verhoeff (Paesi Bassi)
- Sonntagskinder, regia di Michael Verhoeven (Germania)
- Ha-ayit, regia di Yaky Yosha (Israele)

## Giuria
- Jacques Deray, regista (Francia) - presidente
- Ellen Burstyn, attrice (USA)
- Jean-Claude Carrière, sceneggiatore (Francia)
- Robert Chazal, critico (Francia)
- Attilio D'Onofrio (Italia)
- Christian Defaye, giornalista (Svizzera)
- Carlos Diegues, regista (Brasile)
- Antonio Gala, scrittore (Spagna)
- Andrej Petrov, compositore (Unione Sovietica)
- Douglas Slocombe, direttore della fotografia (Gran Bretagna)

## Palmarès
- Palma d'oro: L'uomo di ferro (Czlowiek z zelaza), regia di Andrzej Wajda (Polonia)
- Grand Prix Speciale della Giuria: Gli anni luce (Les années lumière), regia di Alain Tanner (Svizzera/Francia)
- Prix d'interprétation féminine: Isabelle Adjani - Quartet, regia di James Ivory (Gran Bretagna/Francia) e Possession, regia di Andrzej Żuławski (Francia/Germania)
- Prix du second rôle féminin: Elena Solovey - Faktas, regia di Alimantas Grikiavicius (Unione Sovietica)
- Prix d'interprétation masculine: Ugo Tognazzi - La tragedia di un uomo ridicolo, regia di Bernardo Bertolucci (Italia)
- Prix du second rôle masculin: Ian Holm - Momenti di gloria (Chariots of Fire), regia di Hugh Hudson (Gran Bretagna)
- Prix du scénario: István Szabó - Mephisto, regia di István Szabó (Germania/Ungheria/Austria)
- Premio per il contributo artistico: John Boorman - Excalibur, regia di John Boorman (USA/Gran Bretagna)
- Grand Prix tecnico: Bolero (Les uns et les autres), regia di Claude Lelouch (Francia)
- Caméra d'or: Desperado City, regia di Vadim Glowna (Germania)
- Premio FIPRESCI: Malou, regia di Jeanine Meerapfel (Germania) ex aequo Mephisto, regia di István Szabó (Germania/Ungheria/Austria)
- Premio della giuria ecumenica: L'uomo di ferro (Czlowiek z zelaza), regia di Andrzej Wajda (Polonia)
  - Premio della giuria ecumenica - Menzione speciale: Momenti di gloria (Chariots of Fire), regia di Hugh Hudson (Gran Bretagna) e Uno sguardo, un sorriso (Looks and Smiles), regia di Ken Loach (Gran Bretagna)